# HC Benátky nad Jizerou
Le HC Benátky nad Jizerou est un club de hockey sur glace de Benátky nad Jizerou en République tchèque. Il évolue en 2.liga, le troisième échelon tchèque.

## Historique
Le club est créé en 1934.

### Noms historiques
- 1934 - HC Sokol Benátky nad Jizerou
- 1938 - SK Benátky nad Jizerou
- 1948 - HC Spartak Benátky nad Jizerou
- 1970 - HC Benátky nad Jizerou